# 演化陷阱
演化陷阱，或進化陷阱 (英語：Evolutionary trap) ，可包括了不同生物科學相關的幾種定義。

## 演化生物學
在演化生物學中，演化陷阱是指一種生物物種本來存在 (且是本來成功或適應良好) 的生物特徵，因為自然環境的改變，變成過時、適應不良或有害的特徵。
由於累績演化的複雜性，阻礙了生物重新適應環境，導致物種難以跟上自然選擇的步伐，從而容易遭受競爭劣勢、生存或繁殖能力下降、甚至滅絕。

## 生態學
在生物學及生態科學，演化陷阱會因環境急速改變導致生物適應不良及選擇了欠佳的行為或決定。雖然這些陷阱可能發生在任何類型的行為背景下（如配偶選擇、尋找目的地、選擇巢穴等），但在經驗和理論上，最容易理解的演化陷阱類型，是生態陷阱，即選擇棲息地不適應或不良。
有一個因尋找目的地的演化陷阱例子，就是在晚上，剛孵化的海龜從沙穴中出來後，會向月光方向遷徙。但在現代，因為人類照明技術，導致他們向明亮的海濱，結果，幼龜們遷移到海灘上遠離海洋，因疲憊、脫水或被捕食而乾涸死亡。